# Gonçalo Ramos
Gonçalo Matias Ramos (phát âm tiếng Bồ Đào Nha: [ɡõˈsalu ˈʁɐmuʃ]; sinh ngày 20 tháng 6 năm 2001) là một cầu thủ bóng đá chuyên nghiệp người Bồ Đào Nha hiện đang thi đấu ở vị trí tiền đạo cắm cho câu lạc bộ Ligue 1 Paris Saint-Germain và đội tuyển bóng đá quốc gia Bồ Đào Nha.
Sinh ra ở Olhão, Ramos trưởng thành từ lò đào tạo trẻ của Benfica. Anh bắt đầu chơi cho Benfica B vào năm 2019 và được đôn lên đội một một năm sau đó. Sau ba mùa giải thi đấu cho đội một, Ramos đã khẳng định mình là một cầu thủ không thể thiếu của câu lạc bộ và giúp đội giành ngôi vương Primeira Liga ở mùa giải 2022–23. Đến năm 2023, anh chuyển sang khoác áo cho Paris Saint-Germain.
Ramos là cựu tuyển thủ trẻ Bồ Đào Nha và đại diện cho đất nước của mình ở nhiều cấp độ khác nhau, bao gồm đội U-19 đã về nhì tại UEFA U-19 Euro 2019 và đội U-21 đã về đích với vị trí tương tự tại UEFA U-21 Euro 2021. Anh ra mắt trong màu áo đội tuyển quốc gia cấp chuyên nghiệp vào năm 2022.

## Sự nghiệp câu lạc bộ

### Benfica

#### Sự nghiệp ban đầu
Sinh ra ở Olhão, Algarve, Ramos bắt đầu sự nghiệp bóng đá của mình ở đội trẻ của đội bóng địa phương Olhanense vào năm 2009, trước khi gia nhập Loulé và sau đó là hệ thống trẻ của Benfica vào năm 2013 khi mới 12 tuổi. Vào ngày 13 tháng 1 năm 2019, anh đã thực hiện trận ra mắt chuyên nghiệp của anh ấy với đội dự bị của Benfica khi vào sân thay cho Nuno Tavares ở phút thứ 84 trong trận thua 3–2 trên sân nhà trước Braga B ở LigaPro. Vào ngày 21 tháng 7 năm 2020, anh ấy có trận ra mắt đội một với Benfica khi vào sân thay cho Pizzi ở phút thứ 85 trong chiến thắng 4–0 trước Desportivo das Aves ở Primeira Liga, lập một cú đúp sau 8 phút.  Trong mùa giải đó, Ramos thi đấu tại UEFA Youth League 2019–20, trong đó anh là một phần quan trọng giúp Benfica lọt vào trận chung kết của giải đấu, thua Real Madrid (3–2), trong đó anh ghi một cú đúp trong trận chung kết; anh ấy đã kết thúc với tư cách là Vua phá lưới của giải đấu với tám bàn thắng. Vào ngày 7 tháng 10 năm 2020, anh đồng ý gia hạn hợp đồng đến năm 2025.

#### 2020–22: Lên đội một
Vào ngày 13 tháng 1 năm 2019, anh ra mắt chuyên nghiệp với đội dự bị của Benfica khi vào sân thay cho Nuno Tavares ở phút thứ 84 trong trận thua 3–2 trên sân nhà trước Braga B ở LigaPro .[5] Vào ngày 21 tháng 7 năm 2020, anh có trận ra mắt đội một với Benfica khi vào sân thay Pizzi ở phút thứ 85 trong chiến thắng 4–0 trước Desportivo das Aves ở Primeira Liga , lập một cú đúp trong 8 phút.[6] Trong mùa giải đó, Ramos đã chơi ở UEFA Youth League2019–20 , trong đó anh là một phần quan trọng giúp Benfica lọt vào trận chung kết của giải đấu, để thua trước Real Madrid (3–2), trong đó anh lập một cú đúp trong trận chung kết; anh ấy đã kết thúc với tư cách là Vua phá lưới của giải đấu với tám bàn thắng. Vào ngày 7 tháng 10 năm 2020, anh đồng ý gia hạn hợp đồng đến năm 2025.
Sau một mùa giải 2020–21 đầy hứa hẹn với đội B , đội mà anh ấy đã ghi 11 bàn sau 12 trận, Ramos đã được huấn luyện viên Jorge Jesus cho vào đội một vào đầu mùa giải 2021–22 , bắt đầu từ đội 2– 0 chiến thắng trên sân nhà trước Spartak Moscow ở vòng sơ loại thứ ba của UEFA Champions League . Sau sự xuất hiện của Roman Yaremchuk và sự trở lại của Darwin Núñez sau chấn thương, Ramos thấy số phút ra sân ở đội một bị hạn chế, khiến anh theo đuổi việc rời câu lạc bộ trong kỳ chuyển nhượng mùa đông . Với sự xuất hiện của huấn luyện viên tạm quyền Nélson Veríssimo vào tháng 1 năm 2022, người trước đó đã huấn luyện anh ở đội B, Ramos bắt đầu thi đấu thường xuyên hơn và lấy lại phong độ, ghi bảy bàn và thêm hai pha kiến tạo. Sự linh hoạt của anh ấy giúp anh ấy có thể chơi ở nhiều vị trí khác nhau trên hàng công, điều mà huấn luyện viên mới thấy hữu ích.
Vào ngày 13 tháng 4, anh ghi bàn thắng đầu tiên tại UEFA Champions League trong trận hòa 3–3 trước  Liverpool tại Anfield trong trận lượt về tứ kết UEFA Champions League . Khi làm như vậy, anh ấy trở thành cầu thủ trẻ thứ hai (20 tuổi 297 ngày) ghi bàn cho câu lạc bộ trong giai đoạn cuối của giải đấu, mặc dù Benfica đã bị loại sau khi thua Liverpool với tỷ số chung cuộc 6–4 .

#### 2022–23: Mùa giải đột phá

Ramos thi đấu cho Benfica năm 2023

Ramos bắt đầu mùa giải 2022–23 bằng cách ghi hat-trick đầu tiên trong sự nghiệp vào ngày 2 tháng 8 trong chiến thắng 4–1 trên sân nhà trước Midtjylland ở trận lượt đi vòng sơ loại thứ ba UEFA Champions League 2022–23. Phong độ sung mãn giúp anh ấy ghi thêm hai bàn thắng và cung cấp hai pha kiến tạo, như một phần của sự hợp tác với đồng đội mới ký hợp đồng David Neres , bao gồm một bàn thắng và một pha kiến tạo trong chiến thắng 3–0 của đội nhà trước Dynamo Kiev ở trận lượt về vòng play-off UEFA Champions League 2022–23 , giúp đội bóng của anh đủ điều kiện tham dự giải đấu. Vào ngày 2 tháng 11, anh ghi bàn đầu tiên tại UEFA Champions Leaguebàn thắng của mùa giải, mở ra chiến thắng 6–1 trên sân khách của Benfica trước Maccabi Haifa trong trận đấu vòng bảng UEFA Champions League 2022–23 cuối cùng của họ , để đảm bảo câu lạc bộ giành quyền vào vòng 16 đội , với tư cách là những người chiến thắng trong nhóm. Sau khi ghi được 5 bàn thắng trong 5 trận đấu, anh ấy được vinh danh là Cầu thủ xuất sắc nhất tháng và Cầu thủ xuất sắc nhất tháng của giải đấu trong tháng 10 và tháng 11.
Vào ngày 15 tháng 1 năm 2023, Ramos ghi một cú đúp giúp đội chủ nhà giành được trận hòa 2–2 trước đối thủ cùng thành phố là Sporting CP trong trận Derby de Lisboa , được vinh danh là cầu thủ xuất sắc nhất trận đấu. Nhờ đó, anh trở thành cầu thủ trẻ thứ hai (21 tuổi 183 ngày) lập cú đúp trong trận derby, kể từ António Mendes (21 tuổi 30 ngày) vào năm 1958.

## Sự nghiệp quốc tế
World Cup 2022
Ngày 7 tháng 12 năm 2022, Ramos lần đầu tiên được đá chính trong màu áo của Bồ Đào Nha thay Cristiano Ronaldo trong trận đấu vòng 1/8. Anh đã ghi một cú Hat-trick vào lưới của Thụy SĨ giúp đội thắng đậm với tỉ số 6-1 và trở thành cầu thủ đầu tiên sau 20 năm ghi 3 bàn ở trận ra mắt sân chơi World Cup. Bên cạnh đó, sao trẻ của Benfica còn trở thành cầu thủ trẻ thứ hai (21 tuổi) ghi hattrick ở vòng knock out World Cup. Người đang nắm giữ kỷ lục này là huyền thoại Pele.

## Phong cách thi đấu
Với biệt danh "O Feiticeiro" ("Pháp sư"), Ramos được biết đến với sự linh hoạt, thoải mái; trong suốt sự nghiệp của anh ấy có khả năng chơi ở một số vị trí tấn công, chẳng hạn như tiền đạo, hoặc tiền đạo thứ hai. Ramos thường lùi sâu để giúp đội của anh ấy xây dựng lối chơi tấn công bằng cách đưa đồng đội vào cuộc và tạo cơ hội cho các cầu thủ khác. Do nhận thức và sẵn sàng làm theo hướng dẫn, anh ấy hiểu cách luân chuyển các vị trí theo cách có lợi cho người giữ bóng bằng cách di chuyển, chuyền ngắn hoặc chuyền dài của mình. Khi anh ấy giao bóng ngắn, anh ấy đặt mục tiêu tích cực trong việc kiểm soát bóng của mình, anh ấy cố gắng mở rộng cơ thể của mình mỗi lần bằng cả hai chân, để có thể giữ bóng và đóng vai trò là tâm điểm tấn công của đội anh ấy.
Trong mùa giải thứ hai của anh ấy tại Benfica, dưới sự dẫn dắt của Roger Schmidt, Ramos đã được sử dụng ở vị trí tiền đạo trong sơ đồ 4–2–3–1. Khả năng tấn công không gian và tạo thêm khoảng trống cả trong và ngoài vòng cấm bằng sự di chuyển của anh ấy là điều khiến việc di chuyển vào trung tâm diễn ra tự nhiên hơn. Ramos rất giỏi trong việc chọn vị trí giữa các hậu vệ đối phương và sau đó khai thác khoảng trống phía sau hàng phòng ngự. Anh ấy gây áp lực có chủ ý và không ngại đặt mình vào thế đối đầu. Ramos thường liên kết với hàng tiền vệ và chủ động di chuyển luôn có thể đặt một tiền đạo vào thế ghi bàn thường xuyên hơn là đứng xung quanh và chờ sự phục vụ, tương tự như Karim Benzema.

## Thống kê sự nghiệp

### Câu lạc bộ
Tính đến ngày 13 tháng 7 năm 2025
| Câu lạc bộ          | Mùa giải            | Giải đấu            | Giải đấu | Giải đấu | Cúp quốc gia | Cúp quốc gia | Cúp liên đoàn | Cúp liên đoàn | Châu Âu | Châu Âu | Khác | Khác | Tổng cộng | Tổng cộng |
| Câu lạc bộ          | Mùa giải            | Hạng đấu            | Trận     | Bàn      | Trận         | Bàn          | Trận          | Bàn           | Trận    | Bàn     | Trận | Bàn  | Trận      | Bàn       |
| ------------------- | ------------------- | ------------------- | -------- | -------- | ------------ | ------------ | ------------- | ------------- | ------- | ------- | ---- | ---- | --------- | --------- |
| Benfica B           | 2018–19             | LigaPro             | 5        | 1        | —            | —            | —             | —             | —       | —       | —    | —    | 5         | 1         |
| Benfica B           | 2019–20             | LigaPro             | 20       | 4        | —            | —            | —             | —             | —       | —       | —    | —    | 20        | 4         |
| Benfica B           | 2020–21             | LigaPro             | 12       | 11       | —            | —            | —             | —             | —       | —       | —    | —    | 12        | 11        |
| Benfica B           | Tổng cộng           | Tổng cộng           | 37       | 16       | —            | —            | —             | —             | —       | —       | —    | —    | 37        | 16        |
| Benfica             | 2019–20             | Primeira Liga       | 1        | 2        | —            | —            | —             | —             | —       | —       | —    | —    | 1         | 2         |
| Benfica             | 2020–21             | Primeira Liga       | 4        | 2        | 5            | 2            | 1             | 0             | 2       | 0       | —    | —    | 12        | 4         |
| Benfica             | 2021–22             | Primeira Liga       | 29       | 7        | 2            | 0            | 4             | 0             | 11      | 1       | —    | —    | 46        | 8         |
| Benfica             | 2022–23             | Primeira Liga       | 30       | 19       | 2            | 0            | 1             | 1             | 14      | 7       | —    | —    | 47        | 27        |
| Benfica             | Tổng cộng           | Tổng cộng           | 64       | 30       | 9            | 2            | 6             | 1             | 27      | 8       | —    | —    | 106       | 41        |
| Paris Saint-Germain | 2023–24             | Ligue 1             | 29       | 11       | 4            | 3            | —             | —             | 7       | 0       | 0    | 0    | 40        | 14        |
| Paris Saint-Germain | 2024–25             | Ligue 1             | 22       | 10       | 6            | 5            | —             | —             | 12      | 3       | 6    | 1    | 46        | 19        |
| Paris Saint-Germain | Tổng cộng           | Tổng cộng           | 51       | 21       | 10           | 8            | —             | —             | 19      | 3       | 6    | 1    | 86        | 33        |
| Tổng cộng sự nghiệp | Tổng cộng sự nghiệp | Tổng cộng sự nghiệp | 152      | 67       | 19           | 10           | 6             | 1             | 46      | 11      | 6    | 1    | 229       | 90        |

1. ↑  Bao gồm Taça de Portugal, Coupe de France
2. ↑  Bao gồm Taça da Liga
3. ↑  Số lần ra sân tại UEFA Europa League
4. 1 2 3 4  Số lần ra sân tại UEFA Champions League
5. ↑  Một nửa của mùa giải này được dành của việc cho mượn từ Benfica
6. ↑  Một lần ra sân tại Trophée des Champions, năm lần ra sân và một bàn thắng tại FIFA Club World Cup

### Quốc tế
Tính đến ngày 8 tháng 6 năm 2025
| Đội tuyển quốc gia | Năm  | Trận | Bàn |
| ------------------ | ---- | ---- | --- |
| Bồ Đào Nha         | 2022 | 5    | 4   |
| Bồ Đào Nha         | 2023 | 5    | 3   |
| Bồ Đào Nha         | 2024 | 4    | 1   |
| Bồ Đào Nha         | 2025 | 2    | 1   |
| Tổng               | Tổng | 16   | 9   |

Tính đến ngày 8 tháng 6 năm 2025.
Bồ Đào Nha ghi tỉ số trước, cột tỉ số ghi tỉ số sau mỗi bàn thắng của Ramos.
| # | Ngày                 | Địa điểm                                                | Số trận | Đối thủ    | Bàn thắng | Kết quả      | Giải đấu                    |
| - | -------------------- | ------------------------------------------------------- | ------- | ---------- | --------- | ------------ | --------------------------- |
| 1 | 17 tháng 11 năm 2022 | Sân vận động José Alvalade, Lisbon, Bồ Đào Nha          | 1       | Nigeria    | 3–0       | 4–0          | Giao hữu                    |
| 2 | 6 tháng 12 năm 2022  | Sân vận động Lusail Iconic, Lusail, Qatar               | 4       | Thụy Sĩ    | 1–0       | 6–1          | FIFA World Cup 2022         |
| 3 | 6 tháng 12 năm 2022  | Sân vận động Lusail Iconic, Lusail, Qatar               | 4       | Thụy Sĩ    | 3–0       | 6–1          | FIFA World Cup 2022         |
| 4 | 6 tháng 12 năm 2022  | Sân vận động Lusail Iconic, Lusail, Qatar               | 4       | Thụy Sĩ    | 5–1       | 6–1          | FIFA World Cup 2022         |
| 5 | 11 tháng 9 năm 2023  | Sân vận động Algarve, Faro/Loulé, Bồ Đào Nha            | 8       | Luxembourg | 2–0       | 9–0          | Vòng loại UEFA Euro 2024    |
| 6 | 11 tháng 9 năm 2023  | Sân vận động Algarve, Faro/Loulé, Bồ Đào Nha            | 8       | Luxembourg | 3–0       | 9–0          | Vòng loại UEFA Euro 2024    |
| 7 | 13 tháng 10 năm 2023 | Sân vận động Dragão, Porto, Bồ Đào Nha                  | 9       | Slovakia   | 1–0       | 3–2          | Vòng loại UEFA Euro 2024    |
| 8 | 21 tháng 3 năm 2024  | Sân vận động D. Afonso Henriques, Guimarães, Bồ Đào Nha | 11      | Thụy Điển  | 5–1       | 5–2          | Giao hữu                    |
| 9 | 23 tháng 3 năm 2025  | Sân vận động José Alvalade, Lisbon, Bồ Đào Nha          | 15      | Đan Mạch   | 5–2       | 5–2 (s.h.p.) | UEFA Nations League 2024–25 |

## Danh hiệu
Benfica
- Primeira Liga: 2022–23[28]

Paris Saint-Germain
- Ligue 1: 2023–24,[29] 2024–25[30]
- Coupe de France: 2023–24,[31] 2024–25[32]
- Trophée des Champions: 2023,[33] 2024[34]
- UEFA Champions League: 2024–25[35]
- UEFA Super Cup: 2025[36]
- FIFA Club World Cup á quân: 2025[37]

U19 Bồ Đào Nha
- Á quân UEFA U-19 Euro: 2019

U21 Bồ Đào Nha
- Á quân UEFA U-21 Euro: 2021